# Deathtrip 69
Deathtrip 69 är det amerikanska death metal-bandet Necrophagias sjätte studioalbum. Albumet gavs ut 2011 av skivbolaget Season of Mist.

## Låtförteckning
1. "Naturan Demonto" – 4:04
2. "Beast with Feral Claws" – 3:49
3. "Tomb with a View" – 4:31
4. "Suffering Comes in Sixes" – 4:25
5. "A Funeral for Solange" – 3:27
6. "Kyra" – 2:46
7. "Bleeding Eyes of the Eternally Damned" – 5:18
8. "Trick R' Treat (The Last Halloween)" – 4:06
9. "Deathtrip 69" – 5:21
10. "Death Valley 69" – 2:30

## Medverkande
Musiker (Necrophagia-medlemmar)
- Killjoy (Frank Pucci) – sång
- Boris Randall – gitarr
- Damien Matthews – basgitarr
- Shawn Slusarek – trummor

Bidragande musiker
- Kim Larsen – alla instrument på "A Funeral for Solange"
- Casey Chaos – sång
- Maniac (Sven Erik Kristiansen) – sång
- Mick Thomson – gitarr

Produktion
- Killjoy – producent
- Boris Randall – producent
- Mike Riddick – omslagsdesign
- Jake Arnett – omslagskonst
- Eric Rot Engelmann – omslagskonst